# 牛丸義留
牛丸 義留（うしまる よしと、1915年10月5日 - 没年不明）は、日本の厚生官僚。厚生事務次官を歴任。

## 経歴
佐賀県多久市出身。旧制小城中、旧制佐賀高校文科甲類を経て1939年東京大学法学部政治学科卒。
内務省に入り、1948年厚生省に移る。薬事局長、社会局長を経て、1965年厚生事務次官に就任。退官後、1968年の参院選で佐賀県から無所属で出馬したが、落選した。その後、年金福祉事業団理事長を経て、1979年の佐賀県知事選に出馬したが落選した。その間、済生会中央病院の事務局長等顕職あったが2000年代から地元佐賀にて隠遁。その後体調悪化と共に子供の住む神奈川県真鶴町に転居。その後死去。

## その他
靖国神社へのA級戦犯の合祀に関し、厚生省援護局が1966年にA級戦犯の名簿を靖国神社に送ったことについて、当時厚生事務次官だった牛丸は「知らなかった」と証言している。

## 著書
- 「薬事法詳解」学陽書房1962年
- 「新麻薬取締法解説」日本公定書協会1963年
- 「老後の生活」社会保険法規研究会1966年